# Torfrock
Torfrock est un groupe de rock allemand. Il est formé en 1976 par Klaus Büchner et Raymond Voß.

## Biographie
Les musiciens du groupe se connaissent depuis le milieu des années 1970. Devant Torfrock, Klaus Büchner et Raymond Voß formeront avec d'autres musiciens le groupe folklorique Basia, qui a travaillé et joué au Ernst Deutsch Theater de Hambourg. Les paroles de ce groupe se basaient sur les œuvres littéraires d'Edgar Allan Poe et autres.
À partir d'une idée de Büchners de reprendre des morceaux de Jimi Hendrix (notamment) avec des paroles en allemand et du bon accueil du public, le projet de créer un groupe dédié à l'humour régional émerge. À cette période, le groupe se compose de Klaus Büchner et Raymond Voß, Thomas Rieckmann (parolier, basse, chant), Reinhard Heinrichs (auteur-compositeur, percussions et chant) et Gunnar Kämmer (percussions et percussions). Le groupe est connu pour la première fois dans le nord de l’Allemagne. La première phase de Torfrock se termine avec l'avènement de la Neue Deutsche Welle. Par la suite, les musiciens se tournent vers de nouveaux projets de groupe. Le groupe Hammaburg se compose principalement des mêmes membres et le style musical était très similaire à celui de Torfrock. Raymond Voß et Gunnar Kämmer forment le groupe Eltern haften für ihre Kinder en 1982.
Torfrock se réunit à la fin des années 1980. Après quelques performances occasionnelles inattendues et la percée nationale de Beinhart, chanson-titre de la première adaptation du film Werner, le groupe décide de sortir de nouveaux morceaux et de partir en tournée.
Uwe Meitzner rejoint, pour remplacer le bassiste Thomas Rieckmann, décédé en 1989. À la demande de Voss pour faire de Torfrock un groupe de rock, ils recrutent le guitariste Jürgen Lugge. Un projet appelé Klaus-Klaus-Büchner existait également jusqu'en 1997, lorsque Büchner décide de quitter le duo pour se concentrer davantage en solo. Il reviendra au sein du groupe après le décès inattendu de Jürgen Lugge en 1999. 

## Discographie

### Albums studio
- 1977 : Dat matscht so schön
- 1978 : Rata-ta-zong
- 1979 : Torfrockball im Hühnerstall
- 1980 : Vierter Versuch
- 1982 : Mein Gott, sind wir begabt
- 1983 : Torfmoorholmer Hitparade
- 1990 : …Alle an die Ruder!
- 1991 : Torfrock oder Watt? (remix)
- 1991 : Beinhart – geht das ab hier
- 1994 : Goiler Tonträger
- 1996 : Rockerkuddl
- 2001 : Einigkeit und Blech und Freizeit
- 2010 : Neues aus Torfmoorholm
- 2014 : Meisterstücke

### Albums live
- 1991 : Aufe beinharte Tour
- 1992 : Die Bagaluten-Fete
- 2002 : Die Beinharte Bagaluten-Wiehnacht

### Compilations
- 1995 : Die Wikinger
- 2000 : Beinhart – Alle Hits

### Singles
- 1977 : Rollo, Der Wikinger
- 1978 : Presslufthammer B-B-Bernhard
- 1978 : Volle Granate, Renate
- 1979 : Der Boxer ‎(Hau mir doch bitte nicht mehr auf die Lippe)
- 1980 : Rollschuh’ sind in
- 1981 : Fischmarkt
- 1981 : Rollos Wampe
- 1982 : Ich sahn’ ab
- 1982 : Wir unterkellern Schleswig-Holstein
- 1990 : Beinhart
- 1991 : Trunkenbold
- 1991 : Jimmy und die See
- 1994 : Wildsau
- 1994 : Rock’n’Roll Ruine
- 1996 : Rockerkuddel
- 2007 : Search and Rescue
- 2009 : Nachtschweiß

## Vidéographie
- 1992 : Aufe Beinharte Tour
- 2002 : Torfrock – Die Beinharte Bagaluten-Wiehnacht
- 2007 : 30 Jahre – Vielen, Vielen Danke! (Doppel-DVD, Gala-Konzert in Hamburg und Geschichten aus Torfmoorholm)